# ویکی‌پدیای اسپانیایی
ویکی‌پدیای اسپانیایی (به اسپانیایی: Wikipedia en español) نسخهٔ اسپانیایی وبگاه ویکی‌پدیا است و در مهٔ ۲۰۰۱ ایجاد شده‌است و در ۸ مهٔ ۲۰۰۶ به ۱۰۰٬۰۰۰ مقاله رسید.
تا تاریخ ۲۳ مهٔ ۲۰۱۱ این دانش‌نامه با بیش از ۷۶۰٬۰۰۰ مقاله در رتبهٔ ششم ویکی‌پدیاها قرار داشت.
در ۸ ژانویهٔ ۲۰۱۲، این دانش‌نامه با بیش از ۸۵۸٬۰۰۰ مقاله در ردهٔ هفتم زبان‌های ویکی‌پدیاها قرار داشت. در ۲۲ اکتبر ۲۰۱۵، با بیش از ۱٬۲۰۸٬۰۰۰ مقاله در ردهٔ دهم زبان‌های ویکی‌پدیاها قرار داشت.
ویکی‌پدیای اسپانیایی، هم‌اکنون ۲۴ مارس ۲۰۲۵ میلادی، تعداد ۷٬۳۷۲٬۰۲۶ کاربرِ ثبت‌نام‌کرده، ۵۶ مدیر، و ۲٬۰۱۹٬۷۸۷ مقاله دارد.